# Luís Cabral
Luís Severino de Almeida Cabral (11. dubna 1931 – 30. května 2009) byl politik Guineje-Bissau a první prezident Guineje-Bissau. Funkci zastával v letech 1974 až 1980, kdy jej sesadil vojenský převrat vedený João Bernardem Vieirou. Jeho nevlastni bratr Amílcar Cabral s ním v roce 1956 založil Africkou stranu za nezávislost Guineje a Kapverd (PAIGC).

## Život

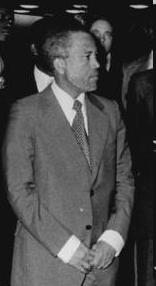
Luís Cabral v roce 1976

V roce 1956 byl jedním ze šesti zakladatelů Africké strany za nezávislost Guineje a Kapverd (PAIGC). Na počátku 60. let zahájila PAIGC protikoloniální partyzánskou válku proti portugalským úřadům. Podílel se na organizaci stávky v docích, kterou portugalské úřady brutálně potlačily. Vyžádala si více než 50 obětí. To vedlo k tomu, že PAIGC do násilí upustila. Proti tomu byl samotný Cabral. Jeho vzestup do čela začal v roce 1973, poté co byl zavražděn jeho nevlastní bratr Amílcar Cabral, známý panafrický intelektuál a zakladatel PAIGC. Ten byl zastřelen v guinejském Konakry. Vedení strany za svobodu těchto států připadlo Aristidesu Pereirovi, který se později stal prezidentem Kapverd. Guinejsko-bissauská odnož strany však následovala Luíse Cabrala.
Po karafiátové revoluci v dubnu 1974 v Lisabonu udělila nová levicová revoluční vláda Portugalska 10. září téhož roku nezávislost Portugalské Guineji pod názvem Guinea-Bissau. PAIGC jednostranně vyhlásila nezávislost země o rok dříve ve vesnici Madina do Boé a tuto událost uznala řada socialistických a nezařazených členských států OSN. Prezidentem Guineje-Bissau se stal Luís Cabral. Byl zahájen program národní obnovy a rozvoje, inspirovaný socialismem (s podporou SSSR, Číny, ale i severských zemí). Během několika let se výrazně zlepšil přístup ke vzdělání a zdravotnictví. Ve straně panovala určitá podezíravost a nestabilita. Vztahy s Portugalskem byly po získání nezávislosti relativně dobré. Guinejský prezident navštívil Portugalsko v roce 1978 a následující rok navštívil bývalou kolonii prezident Ramalho Eanes, který se odvolával na vzájemné vztahy jako na vzor pro ty, které se Portugalsko snažilo navázat s Angolou a Mosambikem.
Část strany obvinila Luíse Cabrala a další členy kapverdského původu z ovládnutí strany. Na základě tohoto tvrzení zorganizoval Cabralův premiér a bývalý velitel ozbrojených sil João Bernardo Vieira 14. listopadu 1980 jeho svržení vojenským pučem. Cabral byl poté zatčen a 13 měsíců vězněn.
Cabral následně se svojí rodinou exiloval na Kubu a později do Portugalska, kde žil až do své smrti 30. května 2009 ve věku 78 let.